# Trichomycterus celsae
Trichomycterus celsae är en fiskart som beskrevs av Lasso och Anthony J. Provenzano, Jr. 2003. Trichomycterus celsae ingår i släktet Trichomycterus och familjen Trichomycteridae. Inga underarter finns listade i Catalogue of Life.